# Viola micranthella
Viola micranthella Wedd. – gatunek roślin z rodziny fiołkowatych (Violaceae). Występuje naturalnie w Peru, Boliwii oraz północno-zachodniej Argentynie. 

## Morfologia
PokrójRoślina jednoroczna.
LiścieBlaszka liściowa ma kształt od równowąskiego do łyżeczkowato lancetowatego. Mierzy 9–20 mm długości oraz 2–4 mm szerokości, jest niemal całobrzega, ma stłumioną nasadę i tępy wierzchołek. Ogonek liściowy jest nagi. Przylistki są równowąskie i osiągają 2–4 mm długości.

## Biologia i ekologia
Rośnie na terenach skalistych. Występuje na wysokości od 1800 do 4000 m n.p.m.